# 国投智能
国投智能（英語：SDIC Intelligence，深交所：300188）是中華人民共和國福建省廈門市一家电子数据取证以及網絡安全公司。

## 历史
該公司原名“美亚柏科”，成立於1999年9月22日，2009年9月22日改成股份制，同年在創業板上市。
2019年，国家开发投资集团控股美亚柏科。
2024年1月公司名称由“厦门市美亚柏科信息股份有限公司”更名为“国投智能（厦门）信息股份有限公司”。

## 活动
該公司開發的MFSocket可以讀取手機內所有資料，被指用來監控和檢查中國民眾。
除在中国生产和销售之外，该公司还向一些俄罗斯政府部门出售取证设备。

## 被制裁
2019年10月8日，美亚柏科被美国商务部列入出口管制的实体清单。2021年12月16日，美國商務部又指美亚柏科協助中共當局監視維吾爾人，宣佈禁止美國投資者投資該公司。

## 外部連結
- 官方网站
- 国投智能的新浪微博
- 国投智能的Facebook專頁
- YouTube上的国投智能頻道